# جوزيف هينريش
جوزيف هينريش هو أستاذ جامعي واقتصادي وعالم نفس كندي، ولد في 6 سبتمبر 1968 في نوريستاون ‏ في الولايات المتحدة.